# Geotrypetes
Geotrypetes é um género de anfíbio gimnofiono distribuído pela África Tropical Ocidental.

## Espécies
- Geotrypetes angeli Parker, 1936
- Geotrypetes pseudoangeli Taylor, 1968
- Geotrypetes seraphini (Duméril, 1859)